# Persone di nome Ion
| Questa pagina contiene informazioni ricavate automaticamente dalle voci biografiche con l'ausilio del template Bio e di un bot. L'aggiornamento è periodico e automatico e ricostruisce completamente la pagina. Se manca una persona in questa lista, sei pregato di non aggiungerla, ma accertati piuttosto che la sua voce biografica contenga il template Bio e che i dati anagrafici siano correttamente compilati. Se il template Bio manca, inseriscilo tu stesso o, in alternativa, metti l'avviso {{tmp\|Bio}} che ne segnala la mancanza. Se i dati riportati sono sbagliati, correggi direttamente la voce biografica; le modifiche saranno visibili in questa lista entro pochi giorni. Per chiarimenti vedi il progetto antroponimi. La lista contiene solo le 92 persone che sono citate nell'enciclopedia e per le quali è stato implementato correttamente il template Bio. Pagina aggiornata al 6 ago 2025. |

Questa è una lista di persone presenti nell'enciclopedia che hanno il nome Ion, suddivise per attività principale.

## Allenatori di calcio(8)
- Ion Ansotegi, allenatore di calcio e ex calciatore spagnolo (Berriatua, n. 1982)
- Ion Dumitru, allenatore di calcio e ex calciatore rumeno (Bucarest, n. 1950)
- Ion Geolgău, allenatore di calcio e ex calciatore rumeno (Pielești, n. 1961)
- Ion Ionescu, allenatore di calcio e ex calciatore rumeno (Bucarest, n. 1938)
- Ion Moldovan, allenatore di calcio e ex calciatore rumeno (Costanza, n. 1954)
- Ion Motroc, allenatore di calcio e ex calciatore rumeno (Bucarest, n. 1937)
- Ion Nunweiller, allenatore di calcio e calciatore rumeno (Piatra Neamț, n. 1936 - Pitești, † 2015)
- Ion Oblemenco, allenatore di calcio e calciatore rumeno (Corabia, n. 1945 - Agadir, † 1996)

## Allenatori di pallavolo(1)
- Jon Uriarte, allenatore di pallavolo e ex pallavolista argentino (Buenos Aires, n. 1961)

## Arbitri di calcio(1)
- Ion Crăciunescu, ex arbitro di calcio rumeno (Craiova, n. 1950)

## Architetti(1)
- Ion Mincu, architetto, ingegnere e insegnante romeno (Focșani, n. 1852 - Bucarest, † 1912)

## Attori(2)
- Ion Besoiu, attore rumeno (Sibiu, n. 1931 - Bucarest, † 2017)
- Ion Caramitru, attore, regista teatrale e politico rumeno (Bucarest, n. 1942 - Bucarest, † 2021)

## Avvocati(1)
- Ion Gheorghe Maurer, avvocato e politico rumeno (Bucarest, n. 1902 - Bucarest, † 2000)

## Bobbisti(2)
- Ion Gribincea, bobbista rumeno
- Ion Panțuru, bobbista rumeno (Sinaia, n. 1934 - Ploiești, † 2016)

## Calciatori(17)
- Ion Alecsandrescu, calciatore e dirigente sportivo rumeno (Copăceni, n. 1928 - Bucarest, † 2000)
- Ion Dragan, calciatore moldavo (n. 1996)
- Ion Echaide, ex calciatore spagnolo (Pamplona, n. 1988)
- Ion Gheorghe, calciatore rumeno (Bucarest, n. 1999)
- Ion Jardan, calciatore moldavo (Chișinău, n. 1990)
- Ion Lăpușneanu, calciatore e allenatore di calcio rumeno (Bucarest, n. 1908 - † 1994)
- Bogdan Mara, ex calciatore rumeno (Deva, n. 1977)
- Ion Munteanu, calciatore romeno (Buria, n. 1955 - Bucarest, † 2006)
- Ion Nicolăescu, calciatore moldavo (Chișinău, n. 1998)
- Ion Pîrcălab, ex calciatore rumeno (Bucarest, n. 1941)
- Ion Sandu, calciatore moldavo (n. 1993)
- Ion Testemițanu, ex calciatore moldavo (Chișinău, n. 1974)
- Ion Timofte, ex calciatore rumeno (Anina, n. 1967)
- Ion Ursu, calciatore moldavo (Ialoveni, n. 1994)
- Ion Vélez, ex calciatore spagnolo (Tafalla, n. 1985)
- Ion Vlădoiu, ex calciatore rumeno (Călineşti, n. 1968)
- Ion Adrian Zare, calciatore rumeno (Oradea, n. 1959 - Oradea, † 2022)

## Canoisti(2)
- Ion Bîrlădeanu, ex canoista rumeno (Cosmești, n. 1958)
- Ion Geantă, canoista rumeno (Alexandru Vlahuță, n. 1959 - † 2019)

## Cantanti(1)
- Ion Dolănescu, cantante e politico rumeno (Jugureni, n. 1944 - † 2009)

## Cestisti(2)
- Ion Lupusor, cestista moldavo (Dușmani, n. 1996)
- Ion Vulescu, cestista rumeno (Bucarest, n. 1921 - Savannah, † 1995)

## Ciclisti su strada(1)
- Ion Izagirre, ciclista su strada spagnolo (Ormaiztegi, n. 1989)

## Drammaturghi(1)
- Ion Luca Caragiale, drammaturgo e scrittore rumeno (Haimanale, n. 1852 - Berlino, † 1912)

## Generali(1)
- Ion Antonescu, generale, politico e criminale di guerra rumeno (Pitești, n. 1882 - Jilava, † 1946)

## Giocatori di calcio a 5(1)
- Ion Al-Ioani, ex giocatore di calcio a 5 romeno (Târgu Jiu, n. 1983)

## Ingegneri(2)
- Ion Gigurtu, ingegnere e politico rumeno (Turnu Severin, n. 1886 - Râmnicu Sărat, † 1959)
- Ion Iliescu, ingegnere e politico rumeno (Oltenița, n. 1930 - Bucarest, † 2025)

## Lottatori(4)
- Ion Baciu, ex lottatore rumeno (n. 1944)
- Ion Cernea, lottatore rumeno (Râu Alb, n. 1936 - Bucarest, † 2025)
- Ion Draica, ex lottatore rumeno (Costanza, n. 1958)
- Ion Țăranu, lottatore rumeno (Turnu Măgurele, n. 1938 - † 2005)

## Militari(3)
- Ion Costaș, militare e politico moldavo (Țarigrad, n. 1944)
- Ion Milu, militare e aviatore rumeno (Dârste, n. 1908 - Brașov, † 1982)
- Ion Mihai Pacepa, militare rumeno (Bucarest, n. 1928 - New Jersey, † 2021)

## Navigatori(1)
- Ion Paulat, marinaio, aviatore e inventore romeno (Bărăganul, n. 1873 - Bucarest, † 1954)

## Neurologi(1)
- Ion N. Petrovici, neurologo rumeno (Ploiești, n. 1929 - † 2021)

## Pittori(2)
- Ion Andreescu, pittore rumeno (Moldavia, n. 1850 - Bucarest, † 1882)
- Ion Țuculescu, pittore rumeno (Craiova, n. 1910 - Bucarest, † 1962)

## Poeti(4)
- Ion Barbu, poeta e matematico rumeno (Rucăr, n. 1895 - Bucarest, † 1961)
- Ion Druta, poeta e drammaturgo moldavo (Horodiște, n. 1928 - Mosca, † 2023)
- Ion Heliade Rădulescu, poeta rumeno (Târgoviște, n. 1802 - Bucarest, † 1872)
- Ion Pillat, poeta rumeno (Bucarest, n. 1891 - Bucarest, † 1945)

## Politici(16)
- Ion C. Brătianu, politico romeno (Pitești, n. 1821 - Ştefăneşti, † 1891)
- Ion I. C. Brătianu, politico rumeno (Ștefănești, n. 1864 - Bucarest, † 1927)
- Ion Bălaceanu, politico rumeno (Bucarest, n. 1828 - Nizza, † 1914)
- Ion Chicu, politico moldavo (Pîrjolteni, n. 1972)
- Ion Cioabă, politico rumeno (Sibiu, n. 1935 - Bucarest, † 1997)
- Ion Ciubuc, politico moldavo (Hădărăuți, n. 1943 - Chișinău, † 2018)
- Ion Diaconescu, politico rumeno (Boțești, n. 1917 - Bucarest, † 2011)
- Ion Duca, politico rumeno (Bucarest, n. 1879 - Sinaia, † 1933)
- Ion Emanuel Florescu, politico e militare rumeno (Râmnicu Vâlcea, n. 1819 - Parigi, † 1893)
- Ion Ghica, politico rumeno (Bucarest, n. 1816 - Ghergani, † 1897)
- Ion Manolescu-Strunga, politico rumeno (Strunga, n. 1889 - carcere di Sighet, † 1951)
- Ion Moța, politico romeno (Orăștie, n. 1902 - Majadahonda, † 1937)
- Ion Rațiu, politico, imprenditore e scrittore rumeno (Turda, n. 1917 - Londra, † 2000)
- Ion Roată, politico romeno (Câmpuri, n. 1806 - Bujoreni, † 1882)
- Ion Aurel Stoica, politico romeno (Șăulia, n. 1943 - † 1994)
- Ion Sturza, politico moldavo (Pîrjolteni, n. 1960)

## Pugili(2)
- Ion Alexe, ex pugile rumeno (Cornu, n. 1946)
- Ion Monea, pugile rumeno (Tohanu Vechi, n. 1940 - Bucarest, † 2011)

## Registi(1)
- Ion Popescu-Gopo, regista e animatore rumeno (Bucarest, n. 1923 - Bucarest, † 1989)

## Rivoluzionari(1)
- Ion Oargă Cloșca, rivoluzionario rumeno (Cărpiniș, n. 1747 - Alba Iulia, † 1785)

## Schermidori(1)
- Ion Drîmbă, schermidore rumeno (Timișoara, n. 1942 - Brasile, † 2006)

## Scrittori(6)
- Ion Adam, scrittore romeno (Muntenii de Sus, n. 1875 - Iași, † 1911)
- Ion Agârbiceanu, scrittore rumeno (Cenade, n. 1882 - Cluj-Napoca, † 1963)
- Ion Creangă, scrittore rumeno (Humulești, n. 1837 - Iași, † 1889)
- Ion Minulescu, scrittore, poeta e drammaturgo rumeno (Bucarest, n. 1881 - Bucarest, † 1944)
- Ion Negoițescu, scrittore, poeta e saggista romeno (Cluj-Napoca, n. 1921 - Monaco di Baviera, † 1993)
- Ion Vinea, scrittore e pubblicista rumeno (Giurgiu, n. 1895 - Bucarest, † 1964)

## Siepisti(1)
- Ion Luchianov, siepista moldavo (n. 1981)

## Slittinisti(1)
- Ion Pervilhac, ex slittinista francese (New York, n. 1947)

## Storici(1)
- Ion Neculce, storico rumeno (n. 1672 - † 1745)

## Tennisti(1)
- Ion Țiriac, ex tennista, ex hockeista su ghiaccio e imprenditore rumeno (Brașov, n. 1939)

## Tiratori a segno(1)
- Ion Tripșa, tiratore a segno romeno (Alba Iulia, n. 1934 - † 2001)

## Tiratori a volo(1)
- Ion Dumitrescu, tiratore a volo rumeno (Bucarest, n. 1925 - † 1999)